# Партизан (Бумбарево Брдо)
Футбольний клуб Партизан (Бумбарево Брдо) або просто Партизан (серб. Фудбалски клуб Партизан Бумбарево Брдо) — професійний сербський футбольний клуб з селища Бумбарево Брдо.

## Історія
Клуб засновано 1 травня 1946 року членами Комуністичної партії Югославії й названо «Бода Радонжич» — на пошанування партизана, який загинув у Другій світовій війні в битві за Срем. Але в 1955 році, через новий футбольний регламент, клуб повинен був змінити свою назву, і після того, як були запропоновані скорочені варіанти на зразок ФК «Бода» обрано нову для нього назву. Оскільки члени клубу переважно були прихильниками одного з двох найпопулярніших клубів Сербії, або «Црвени Звезди», або «Партизана», то вирішили провести голосування серед членів клубу, за підсумками якого більшість проголосувала саме за назву «Партизан», отже, відтоді команда розпочала свої виступи саме під цією назвою, яку зберігає донині.
Протягом своєї історії клуб неодноразово стикався з різноманітними труднощами, але щоразу йому допомагали відомі люди, які були вихідцями з селища та навколишніх територій. Основним спонсором клубу протягом тривалого часу була компанія Агропродукт, але на початку 2000-х років основним спонсором клубу став муніципалітет Книч, до якого й належить селище Бумбарево Брдо.
Період піднесення в історії клубу розпочинається в сезоні 2008/09 років, коли команда виграє Регіональну лігу Шумадія. В сезоні 2009/10 років клуб виграє Дунайську окружну лігу, при цьому випередив на п'ять очок свого найближчого переслідувача, клуб «Селака» (Михайловац). У сезоні 2010/11 років команда досягла найбільшого успіху в своїй історії, вийшла до третього рівня національного чемпіонату, Сербської ліги Захід. У цей період клубу активно почав допомагати Саша Попович, рід якого походив з Бумбаревац, а це, в свою чергу, дозволило залучити до фінансування клубу декілька компаній з Белграда. У своєму дебютному сезоні в Сербській лізі «Партизан» посів третє місце. У наступні три сезони команда виступала вже не так вдало та посідала, відповідно, 8, 14 та 13-те місця.
У сезоні 2013/14 років клуб досяг іншого історичного успіху, цього разу в Кубку Сербії, в цьому турнірі «Партизан» вийшов до 1/16 фіналу після впевненої перемоги з рахунком 3:1 над «Колубара». Але в 1/16 фіналу «Партизан» був обіграний з розгромним рахунком 0:3 «Спартаком (Суботиця)».
Але цей же сезон команда повноцінно так і не змогла завершити. Через фінансові проблеми клуб достроково припинив свої виступи в чемпіонаті, і хоч команда посіла підсумкове 13-те місце, вирішено, що наступний сезон «Партизан» розпочне в Зональній лізі Шуманія.

## Досягнення
- Зональна ліга Шуманія
  -  Чемпіон (1): 2008/09

- Дунайська окруна ліга
  -  Чемпіон (1): 2009/10

- Сербська ліга Захід
  -  Бронзовий призер (1): 2010/11